# Cerro Almirante Nieto
Il Cerro Almirante Nieto, noto anche come Monte Almirante Nieto, oppure Paine Chico e/o Paine Est, è una montagna alta 2 640 metri sul livello del mare, e appartiene alla Cordigliera del Paine nella Patagonia del Cile. Fa parte del comune di Torres del Paine e si trova nel del Parco nazionale Torres del Paine.

## Origine del nome
Il Monte Almirante Nieto fu così chiamato da Hans Teufel e Stefan Zuck nel 1937. Esistono diverse teorie per spiegare la scelta di questo nome. Una suggerisce che i tedeschi abbiano chiamato la montagna in onore della persona che intercedette per loro affinché ottenessero il permesso della scalata. La seconda è che il signor Nieto aiutò organizzativamente questi scalatori a raggiungere la regione. Infine un'ultima versione risale al 1898 quando Francisco Nieto Gallegos, ammiraglio della Marina cilena, scalò il Seno Última Esperanza e poi il Río Serrano fino a vedere il Massiccio del Peine. Fu quindi il primo a fotografare queste montagne.

## Geografia
Situato all'estremità sud-orientale del massiccio, il Cerro Almirante Nieto presenta due cime entrambe alte circa 2 600: una a est (la più alta) e l'altra a ovest, caratterizzata da una grande parete granitica rivolta a ovest. Nelle immediate vicinanze si ergono le Torres del Paine, a nord, e i Cuernos del Paine (Máscara, Hoja e Espada), a ovest. È una montagna grande e complessa e la via normale, scalata per la prima volta nel 1937, è accessibile dal Camp Torres, sotto le tre Torri del Paine, e risale il versante nord-orientale fino alla cima est. Il ripido versante occidentale del massiccio ha visto numerose scalate, con successo e senza successo, nel corso degli anni.

## Alpinismo
I primi resoconti di ascensioni nella regione montuosa della Patagonia compaiono negli scritti del sacerdote salesiano Alberto María De Agostini, che segnala la presenza, nel 1931 e nel 1937, nel massiccio del Paine, del medico tedesco Gustavo Fester, accompagnato nella spedizione del 1937 da altri alpinisti. In questa occasione, Hans Teufel e Stefan Zuck, membri del Club Alpino Bavarese, riuscirono a raggiungere la vetta orientale, percorrendo la cresta nord-orientale.